# Ретба
Ре́тба — озеро в Сенегале, расположено в 20 км к северо-востоку от полуострова Зелёный мыс. Площадь — 3 км². Максимальная глубина — 3 метра.

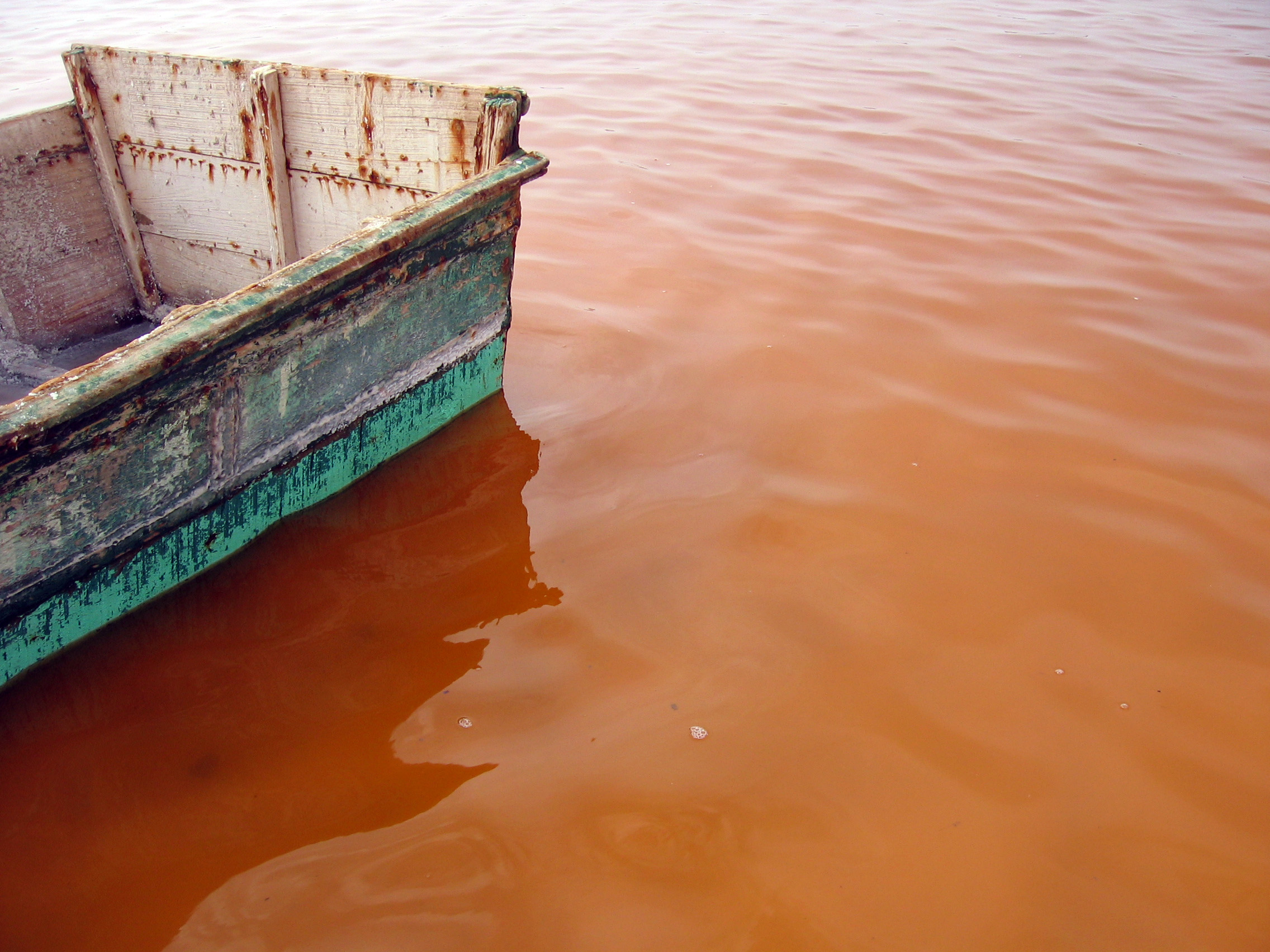
Цвет воды

Своё название озеро получило из-за особого цвета воды, который колеблется от рыжеватого до алого. Такой цвет обусловлен большим количеством галофильных архей рода Halobacterium в воде. Наиболее интенсивно вода окрашивается во время сухого сезона. Также Ретба известна своими большими запасами соли. Содержание соли в воде достигает 40 %. Добыча соли происходит с 1970 года.
Озеро Ретба — бывший конечный пункт гонки Париж-Дакар.
В озере Ретба нельзя находиться больше 10 минут, так как можно получить кожные ожоги. Так как местные люди находятся в воде больше 10 минут (сбор соли долгий процесс), им приходится мазать своё тело специальным маслом, которое противостоит этим ожогам.